# Euclystis polioperas
Euclystis polioperas är en fjärilsart som beskrevs av George Francis Hampson 1926. Euclystis polioperas ingår i släktet Euclystis och familjen nattflyn. Inga underarter finns listade i Catalogue of Life.